# Erland Van Lidth
Erland van Lidth de Jeude (Hilversum, 3 giugno 1953 – New York, 23 settembre 1987) è stato un wrestler, attore e cantante olandese.
Noto per essere apparso in vari film di Hollywood, tra i quali Nessuno ci può fermare (1980) e L'implacabile (1986).

## Biografia
Van Lidth de Jeude nacque a Hilversum, nei Paesi Bassi, e si trasferì negli Stati Uniti con la famiglia nel 1958. Oltre a studiare informatica al MIT (laureandosi nel 1977), si distinse anche come atleta lottando nel team di wrestling della scuola e recitando a teatro di tanto in tanto. Dopo la laurea andò a lavorare a Manhattan come informatico, continuando anche l'attività di lottatore prendendo parte ai giochi olimpici estivi di Montréal del 1976 nella categoria pesi massimi. La sua preparazione per le Olimpiadi del 1980 venne bruscamente fermata quando gli Stati Uniti decisero di boicottare le olimpiadi di Mosca per ragioni politiche. Come lottatore vinse la medaglia di bronzo nel corsom di una competizione internazionale a Tehran nel 1978.
Alto 198 cm e con un peso di 154 kg, il suo fisico imponente venne notato da un direttore di casting, che lo scritturò per interpretare il ruolo di "Terror", leader dei Fordham Baldies, nel film del 1979 The Wanderers - I nuovi guerrieri di Philip Kaufman. In seguito continuò ad alternare la sua carriera cinematografica di caratterista con il lavoro, studiando inoltre come cantante d'opera baritono esibendosi talvolta anche alla Amato Opera di New York, ed insegnando informatica al Manhattan Community College. I suoi ruoli più celebri al cinema furono il detenuto Grossberger in Nessuno ci può fermare con Richard Pryor e Gene Wilder, uscito nelle sale nel dicembre 1980 e da allora trasmesso regolarmente in televisione nel corso degli anni, e "Dynamo", un sadico killer con la passione della lirica che elettrifica le proprie vittime nel film L'implacabile con Arnold Schwarzenegger. In una occasione, Van Lidth rifiutò un ruolo in un film perché gli era stato nuovamente richiesto di raparsi a zero i capelli, come già fatto per le parti in The Wanderers - I nuovi guerrieri  e Nessuno ci può fermare.

## Morte
Van Lidth De Jeude morì a causa di un attacco di cuore nel settembre 1987 all'età di 34 anni, alcuni mesi dopo aver finito di lavorare in L'implacabile.

## Vita privata
Erland van Lidth de Jeude sposò Annette Friend il 22 settembre 1986, e dal matrimonio nacque un figlio, Christiaan. Suo fratello Philip van Lidth de Jeude, apparso nel film per bambini olandese Abeltje (uscito nel novembre 1998), cantò come baritono e successivamente tenore sia in Europa che negli Stati Uniti, mentre la sorella Philine van Lidth de Jeude è una cantante soprano e fotografa free-lance.

## Filmografia
- The Wanderers - I nuovi guerrieri, regia di Philip Kaufman (1979)
- Nessuno ci può fermare, regia di Sidney Poitier (1980)
- Nel buio da soli, regia di Jack Sholder (1982)
- L'implacabile, regia di Paul Michael Glaser (1987)